# Ágnes Esterházy
Ágnes Esterházy (15 de enero de 1891 - 4 de abril de 1956) fue una actriz de origen austrohúngaro.

## Biografía
También conocida como Condesa Agnes Esterhazy y como Agnes von Esterhazy, nació en Cluj-Napoca, en aquel momento ciudad del Imperio austrohúngaro y actualmente parte de Rumanía, siendo sus padres los condes Josika von Branyitska y Agnes Esterházy. 
Recibió su primer papel cinematográfico en Budapest en 1920, y en 1923 se mudó a Viena para trabajar con la compañía Sascha-Filmindustrie. Siguió actuando para el cine, y viajó a Múnich y Berlín. Esterhazy hizo numerosos papeles de reparto en los años 1920, aunque ocasionalmente encarnó a primeros personajes en películas alemanas. Una de ellas fue el clásico Bajo la máscara del placer. 
Con el comienzo del cine sonoro en la década de 1930, su carrera cinematográfica prácticamente llegó a su final. Aun así, siguió actuando para el teatro, especialmente en Ostrava. En 1943 hizo su última actuación para la pantalla. 
Ágnes Esterházy falleció en Múnich, Alemania, en el año 1956. Había estado casada desde 1910 con el actor Fritz Schulz.

## Filmografía
- 1923 : Der junge Medardus
- 1924 : Die Stimme des Herzens
- 1924 : Ein Traum vom Glück
- 1924 : Zwei Menschen
- 1925 : Bajo la máscara del placer
- 1925 : Um Recht und Ehre
- 1926 : La escuadra hundida
- 1926 : Die Zwei und die Dame
- 1926 : Der Student von Prag
- 1926 : Frauen der Leidenschaft
- 1926 : Die Flucht in die Nacht
- 1926 : Die Fahrt ins Abenteuer
- 1926 : Fräulein Josette – Meine Frau
- 1926 : Liebe
- 1927 : Dr. Bessels Verwandlung
- 1927 : Der Bettelstudent
- 1927 : Die Spielerin
- 1928 : Flucht vor Blond
- 1928 : Flucht aus der Hölle
- 1928 : Marquis d’Eon, der Spion der Pompadour
- 1929 : Die Garde-Diva
- 1929 : Der Mann, der nicht liebt
- 1929 : Der Leutnant Ihrer Majestät
- 1929 : Vater Radetzky
- 1929 : Trust der Diebe
- 1929 : Paganini in Venedig
- 1930 : Liebe und Champagner
- 1943 : Gabriele Dambrone